# Panem et circenses
"Panem et circenses" of "brood en spelen" is een uitdrukking die slaat op de praktijk om de gunst van het volk te winnen door oppervlakkige behoeften van het volk te lenigen, namelijk eten en vermaak.
De uitdrukking stamt van Satire X van de Romeinse dichter Juvenalis. Hij schreef:
"Vroeger verkochten we onze stem aan niemand. Al een hele tijd heeft het volk de macht afgestaan. Het volk benoemde vroeger militaire bevelhebbers, hoge ambtenaren, legioenen, alles. Nu beperkt het volk zichzelf en hoopt alleen nog op twee zaken: brood en spelen."
"Iam pridem, ex quo suffragia nulli
uendimus, effudit curas; nam qui dabat olim
imperium, fasces, legiones, omnia, nunc se
continet atque duas tantum res anxius optat,
panem et circenses."
Juvenalis verwijst naar de praktijk om gratis graan uit te delen onder de Romeinse burgers wat begon onder Gaius Sempronius Gracchus in 123 v. Chr. en ook naar de praktijk om dure gladiatorengevechten te organiseren.

## Overeenkomsten
- Spaanse intellectuelen in de 19e en 20e eeuw klaagden over pan y toros (brood en stieren). Inderdaad kan het stierengevecht worden beschouwd als de moderne versie van de bloedige Romeinse spelen.
- In Rusland is хлеб и зрелища (brood en spektakel) bekend.

## Trivia
- Suzanne Collins gebruikt Panem als de benaming voor het huidige Verenigde Staten in de trilogie van de Hongerspelen.